# Prix international Gandhi pour la paix
Le Prix international Gandhi pour la paix  est un prix présenté par le gouvernement de l'Inde en l'honneur de Mahatma Gandhi, pour la promotion de la paix.

## Histoire
En hommage aux idéaux défendus par Gandhi, le Gouvernement indien a lancé le Prix international de la paix Gandhi en 1995 à l'occasion du 125e anniversaire de naissance de Mohandas Gandhi. C'est un prix annuel décerné aux individus et aux institutions pour leur contribution à la transformation sociale, économique et politique à travers la non-violence et d'autres méthodes gandhiennes.

## Récompense
Le prix porte ₹ 1 Crore (10 millions) en espèces, convertible dans n'importe quelle monnaie dans le monde, une plaque et une citation. Il est ouvert à toutes les personnes sans distinction de nationalité, de race, de croyance ou de sexe.
Un jury composé du Premier ministre de l'Inde, du chef de l'opposition au Lok Sabha, du juge en chef de l'Inde et de deux autres éminentes personnalités décide chaque année du nom du récipiendaire.
D'ordinaire, seules les propositions émanant de personnes compétentes invitées à présenter une candidature sont examinées. Cependant, une proposition n'est pas considérée comme invalide pour être examinée par le jury simplement parce qu'elle n'a pas émané de personnes compétentes. Si, toutefois, il est considéré qu'aucune des propositions ne mérite d'être reconnue, le jury est libre de retenir la récompense pour cette année. Seules les réalisations dans les 10 années précédant immédiatement la nomination sont considérées pour le prix; Une œuvre plus ancienne peut cependant être envisagée si sa signification n'est apparue que récemment.

## Lauréats
| Année | Lauréat                        | Image | Naissance / Décès | Pays               | Description |
| ----- | ------------------------------ | ----- | ----------------- | ------------------ | --- |
| 1995  | Julius Nyerere                 |       | 1922–1999         | Tanzanie           | Julius Kambarage Nyerere est le premier président de la république unie de Tanzanie, de 1960 jusqu'à sa retraite en 1985.                                                                       |
| 1996  | A. T. Ariyaratne               |       | 1931-             | Sri Lanka          | Fondateur du Mouvement Sarvodaya Shramadana |
| 1997  | Gerhard Fischer,               |       | 1921–2006         | Allemagne          | Diplomate allemand, reconnu pour son travail contre la lèpre et la polio |
| 1998  | Mission Ramakrishna            |       | Etabli en 1897    | Inde               | Fondé par Swami Vivekananda pour promouvoir le bien-être social, la tolérance, et la non-violence envers les groupes désavantagés                                                               |
| 1999  | Baba Amte,                     |       | 1914–2008         | Inde               | Travailleur social, connu notamment pour son travail de réhabilitation et d'autonomisation des personnes pauvres atteintes de la lèpre                                                          |
| 2000  | Nelson Mandela                 |       | 1918-2013         | Afrique du Sud     | Ancien président de la république d'Afrique du Sud |
| 2000  | Grameen Bank                   |       | Etabli en 1983    | Bangladesh         | Fondé par Muhammad Yunus |
| 2001  | John Hume,                     |       | 1937              | Ireland du Nord    | Député d'Irlande du Nord |
| 2002  | Bharatiya Vidya Bhavan         |       | Etabli en 1938    | Inde               | Educational trust that emphasises Indian culture |
| 2003  | Václav Havel                   |       | 1936–2011         | République tchèque | Dernier président de Tchéquoslovaquie et premier président de la République tchèque |
| 2004  | Coretta Scott King             |       | 1927–2006         | Etats-Unis         | Militante et leader du mouvement des droits civiques. |
| 2005  | Desmond Tutu                   |       | 1931              | Afrique du Sud     | Activiste sud-africain des droits sociaux et un évêque anglican à la retraite qui a acquis une renommée mondiale dans les années 1980 en tant qu'opposant à l'apartheid.                        |
| 2013  | Chandi Prasad Bhatt            |       | 1934              | Inde               | Écologiste, activiste social et pionnier du mouvement Chipko. Il a Fondé Dasholi Gram Swarajya Sangh (DGSS)                                                                                     |
| 2014  | ISRO                           |       | Etabli en 1969    | Inde               | Agence spatiale du gouvernement indien. L'objectif est de faire progresser la technologie spatiale.                                                                                             |
| 2015  | Vivekananda Kendra             |       | Etablie en 1972   | Inde               | Organisation indienne fondée sur les principes édictés par Swami Vivekananda |
| 2016  | Fondation Akshaya Patra        |       | Etablie en 2000   | Inde               | Organisation non commerciale en Inde qui développe un programme de fourniture de repas pour les écoles en Inde.                                                                                 |
| 2016  | Sulabh International           |       | Etablie en 1970   | Inde               | Organisation sociale qui promeut les droits de l'homme, la cause environnementale, les sources d'énergie non conventionnelles, la gestion des déchets et les réformes sociales par l'éducation. |
| 2017  | Ekal Abhiyan Trust             |       |                   | Inde               | Pour sa contribution à l'éducation des enfants dans les zones rurales isolées et appartenant à des minorités.                                                                                   |
| 2018  | Yōhei Sasakawa[réf. souhaitée] |       | 1939              | Inde               | Pour sa contribution à l'éradication de la lèpre en Inde et dans le monde. |